# Agapetus II
Agapetus II, född i Rom, död 8 november 955 i Rom, var påve från den 10 maj 946 till sin död, 8 november 955.

## Biografi
Agapetus var romare, och hans pontifikat inföll under den tid då Alberik II, Marozias son, styrde den oberoende republiken Rom under titeln Romarnas prins och senator, till kyrkans stora förödmjukelse, eftersom den därmed förlorat den världsliga makten.
Agapetus, som var en karaktärstark man, gjorde sitt bästa för att sätta punkt för den degenerering som påvemakten sjunkit ned i, den så kallade pornokratin. Den perioden varade från att Sergius III tillsattes 904 till att Johannes XII avsattes 963. Hans vädjan till Otto den store om att ingripa i Rom fick ingen omedelbar effekt, eftersom Alberic II:s position var för stark för ett angrepp, men det bar frukt efter hans död. Agapetus stadfäste 948 ärkestiftet Hamburgs rätt till det nordiska missionsområdet.
Agapetus är begraven i Lateranbasilikan.

## Förfalskad påvebulla
För svensk historieskrivning har Agapetus II ett särskilt intresse, då en av de mest ryktbara urkundsförfalskningarna i Sverige är knuten till hans namn. I vissa gamla svenska och danska laghandskrifter finns en notis om en gränsläggning mellan Sverige och Danmark på 1060-talet och ett i samband därmed stående möte mellan Nordens tre kungar.
De svenska handskrifterna uppger, att vid detta möte den danske och den norske kungen betjänade den svenske, de danska åter, att Danmarks konung betjänades av de två övriga. På grund av de skiljaktiga uppgifterna uppstod under 1600-talet en skarp fejd mellan Sveriges och Danmarks lärde.
År 1703 publicerade professor Carl Lundius i Uppsala ett inlägg i denna strid, som var avsett att fastslå den svenska uppfattningens riktighet. Det innehöll nämligen en föregiven bulla av Agapetus II med påvlig stadfästelse av gränsläggningen och en redogörelse för tillvägagångssättet vid kungamötet. Det syntes tydligt framgå av denna, att den svenska uppfattningen var den riktiga.
Att påvebullan endast var en grov förfalskning började man dock tidigt misstänka, vilket numera också är allmänt erkänt. Man utpekade länge Lundius som förfalskaren, men numera har det dock med visshet fastlagts, att det i första hand var Nils Rabenius som var den skyldige.

### Allmänna
- Catholic Encyclopedia (1913)